# Philipp Pilhofer
Philipp Pilhofer ist ein deutscher evangelischer Kirchenhistoriker.

## Leben
Philipp Pilhofer, Sohn des Neutestamentlers Peter Pilhofer, studierte von 2005 bis 2012 evangelische Theologie und Geoinformatik an den Universitäten Münster, Wien und Heidelberg. Das theologische Examen legte er bei der Evangelischen Kirche in Bayern ab. Von 2013 bis 2017 war er Doktorand an der Berlin Graduate School of Ancient Studies und schloss 2017 seine Promotion an der Humboldt-Universität zu Berlin bei Christoph Markschies und Wolfgang Wischmeyer zum frühen Christentum in der kleinasiatischen Landschaft Kilikien ab. Von 2017 bis 2019 absolvierte er ein Vikariat in Berlin-Rudow und wurde 2020 ordiniert. Parallel dazu war er zunächst bis 2020 wissenschaftlicher Mitarbeiter am Lehrstuhl für Antikes Christentum und später am Lehrstuhl für Neuere Christentumsgeschichte der Humboldt-Universität zu Berlin tätig. Von 2022 bis 2024 arbeitete er in dieser Rolle am Lehrstuhl für Kirchengeschichte an der Universität Rostock. Er ist seit 2023 Mitglied der Jungen Akademie und von 2024 bis 2025 auch Teil ihres Präsidiums.
Seit dem 1. November 2024 ist er Tenurtrackprofessor für Kirchengeschichte (Reformations- und Protestantismusgeschichte) am Institut für Kirchengeschichte, Christliche Archäologie und Kirchliche Kunst der Evangelisch-Theologischen Fakultät der Universität Wien und Nachfolger von Rudolf Leeb.

## Publikationen
- Das frühe Christentum im kilikisch-isaurischen Bergland. Die Christen der Kalykadnos-Region in den ersten fünf Jahrhunderten (= Texte und Untersuchungen zur Geschichte der altchristlichen Literatur. Band 184). De Gruyter, Berlin/Boston 2018, ISBN 978-3-11-057381-7 (Digitalisat).
- (Hrsg.): Das Martyrium des Konon von Bidana in Isaurien. Einleitung, Text und Übersetzung (= Texte und Untersuchungen zur Geschichte der altchristlichen Literatur. Band 188). De Gruyter, Berlin/Boston 2020. ISBN 978-3110641059 (Digitalisat).